# 대한민국국제청소년영화제
대한민국국제청소년영화제는 2001년 11월부터 매년 개최되고 있는 대한민국의 청소년 영화제이다. 국제청소년영상예술진흥원이 주관하고 있다.
제1회부터 제2회까지는 '전국청소년영화제'라는 이름으로 개최되다가, 제3회부터 오늘날까지 '대한민국청소년영화제'라는 이름을 사용하여 개최되고 있다.

## 역대 영화제
- 제1회 대한민국국제청소년영화제 - 196편 출품
- 제2회 대한민국국제청소년영화제 - 216편 출품
- 제3회 대한민국국제청소년영화제 - 208편 출품
- 제4회 대한민국국제청소년영화제 - 203편 출품
- 제5회 대한민국국제청소년영화제 - 248편 출품
- 제6회 대한민국국제청소년영화제 - 327편 출품
- 제7회 대한민국국제청소년영화제 - 344편 출품
- 제8회 대한민국국제청소년영화제 - 355편 출품
- 제9회 대한민국국제청소년영화제 - 312편 출품
- 제10회 대한민국국제청소년영화제 - 298편 출품
- 제11회 대한민국국제청소년영화제 - 342편 출품
- 제12회 대한민국국제청소년영화제 - 489편 출품
- 제13회 대한민국국제청소년영화제 - 599편 출품
- 제14회 대한민국국제청소년영화제 - 618편 출품
- 제15회 대한민국국제청소년영화제 - 676편 출품
- 제16회 대한민국국제청소년영화제 - 697편 출품
- 제17회 대한민국국제청소년영화제 - 642편 출품
- 제18회 대한민국국제청소년영화제 - 554편 출품
- 제19회 대한민국국제청소년영화제 - 551편 출품
- 제20회 대한민국국제청소년영화제 - 450편 출품
- 제21회 대한민국국제청소년영화제
- 제22회 대한민국국제청소년영화제